# Markuskirche der Fuggerei (Augsburg)

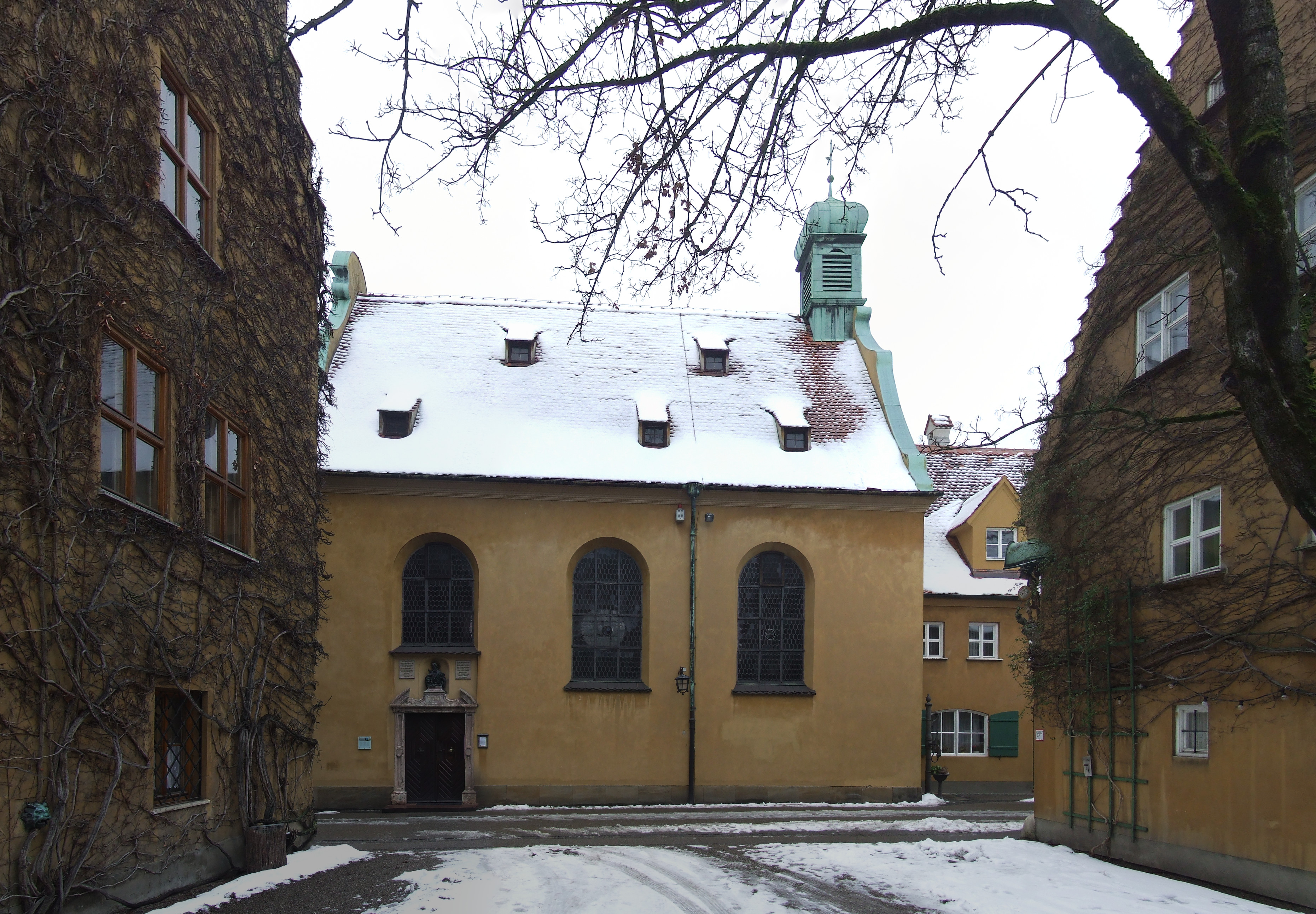
Markuskirche in der Fuggerei

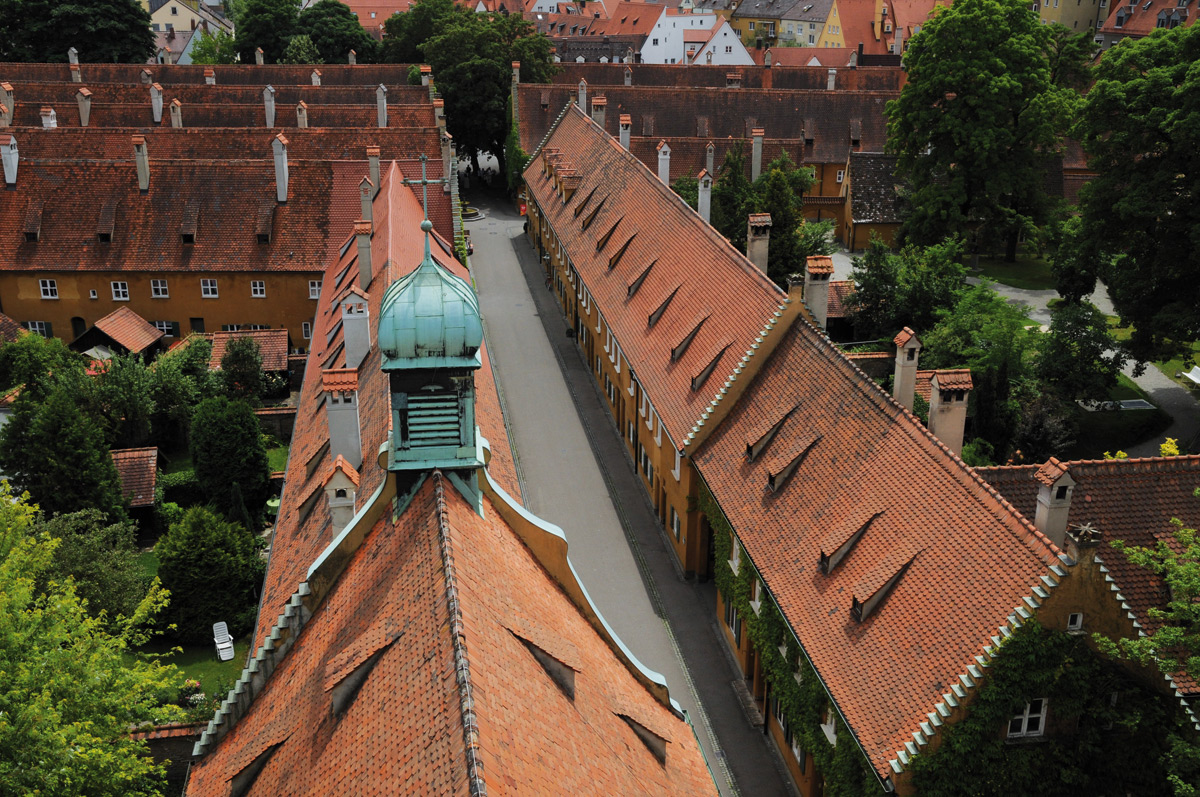
Markuskirche aus der Luft

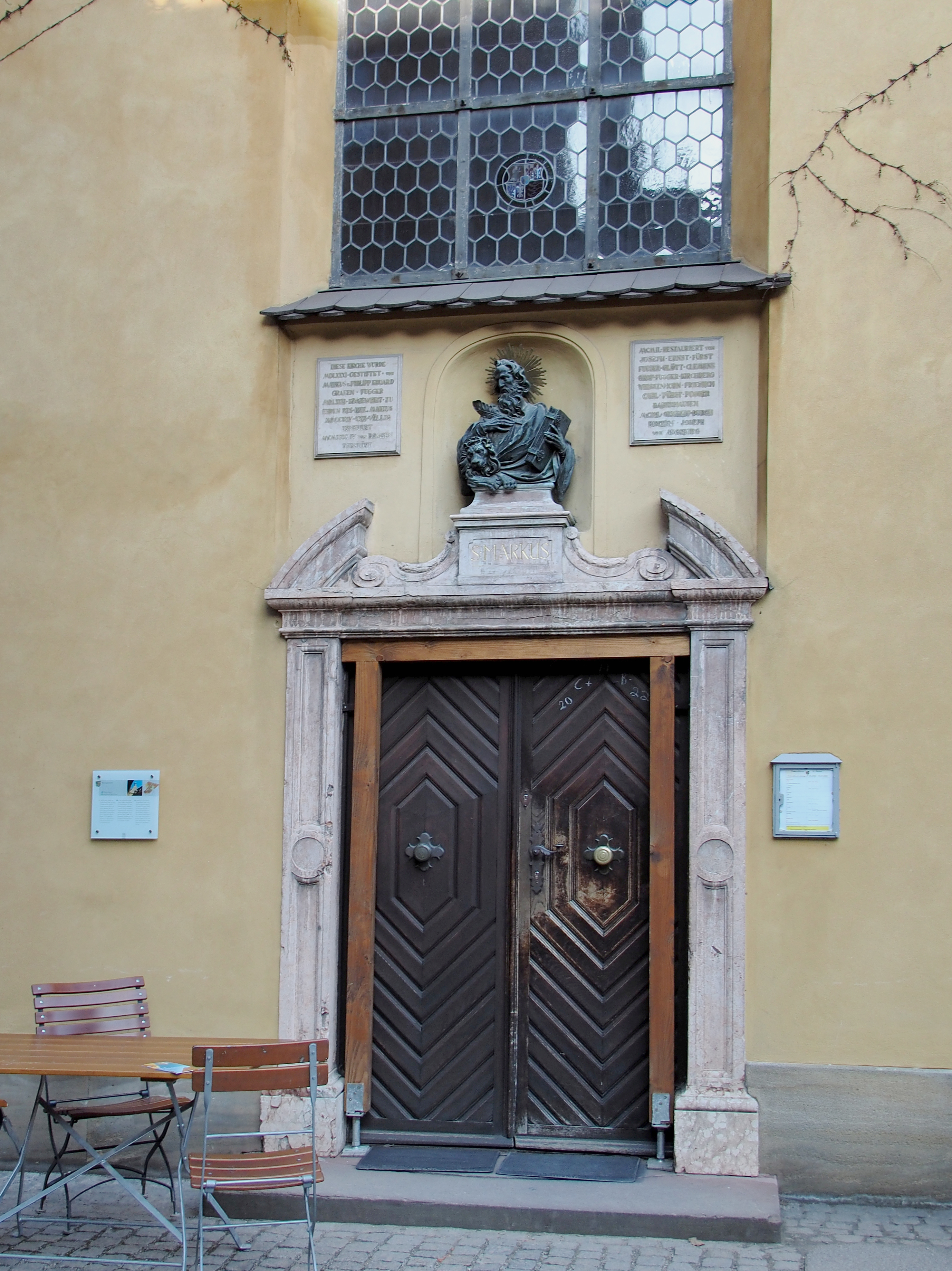
Eingang der Kirche

Die St.-Markus-Kirche, auch Markuskapelle, in der Fuggerei in Augsburg wurde von 1580 bis 1582 errichtet und nach der Zerstörung im Zweiten Weltkrieg bis 1950 wiederaufgebaut. Als Baudenkmal ist sie in die Bayerische Denkmalliste eingetragen.

## Geschichte
Möglicherweise erhielt der in Fuggerischen Diensten stehende Maurermeister Hans Holl 1580 von Markus und Philipp Eduard Fugger den Auftrag zur Errichtung der Markuskapelle in der Fuggerei. Ihre Weihe unter dem Patrozinium des Evangelisten Markus erfolgte 1582. Sie diente als Ersatz für die protestantisch gewordene Barfüßer- und St.-Jakob-Kirche und war bis zur Errichtung der Franziskanerklosterkirche Heilig-Grab die einzige katholische Kirche in der Augsburger Jakobervorstadt. Die Bewohner der Fuggerei waren zu einem täglichen Gebet für den Stifter verpflichtet. 
1731 fand unter dem Mauermeister Johann Schuster eine Barockisierung statt. Das nicht mehr erhaltene Deckenfresko schuf der Künstler Johann Peter Domer. Den damaligen Altar lieferte der Antwerpener Bildhauer Jakob Gerstens. Das Altarblatt wurde von Maximilian Joseph Graf Fugger von Kirchheim angekauft. Bei den Luftangriffen auf Augsburg in der Nacht vom 25. auf den 26. Februar 1944 brannte die Kirche vollständig aus. Beim Wiederaufbau bis 1950 entschied man sich für einen veränderten Innenraumcharakter. Statt der Gewölbe wurde nun eine Flachdecke eingezogen.

## Architektur
Der Baukörper mit rechteckigem Grundriss und geradem Chorabschluss ist mit einem Tonnengewölbe mit Stichkappen und seitlich rundbogigen Fenstern versehen.

## Ausstattung

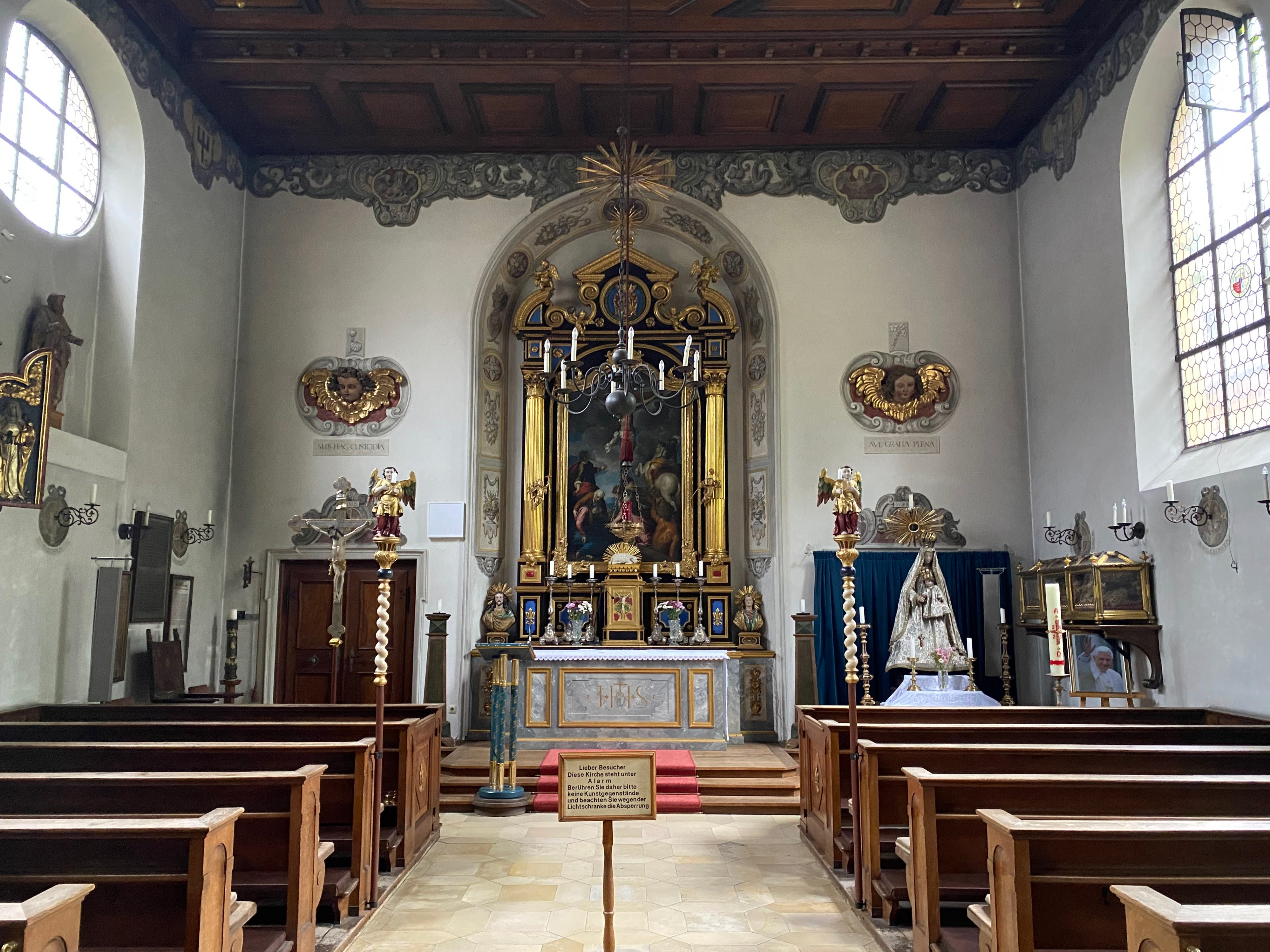
Innenraum

Die aus Münchner Privatbesitz zugekaufte Holzkassettendecke aus der Zeit um 1550/60 stammt wohl aus dem früheren Fuggerschen Stiftungshaus bei St. Anna. Als Ersatz für den zerstörten Hochaltar dient in einer Rundbogennische ein frühbarocker Altar, der das gerettete Altarblatt von Jacopo Palma il Giovane zeigt. An der Ostwand ist ein kleiner Flügelaltar (um 1570) angebracht. Auf ihm sind Markus Fugger, seine Frau Sibylla sowie seine Söhne und Töchter dargestellt. Auch er stammt aus Fuggerischem Besitz und befand sich ursprünglich in der Hauskapelle der Augsburger Fuggerhäuser St. Sebastian. Zu der weiteren Ausstattung zählt eine Orgel (um 1730) aus der Werkstatt der Orgelbauerfamilie Silbermann. An der Westwand ist ein Epitaph für Ulrich Fugger eingelassen, das von Anton Daucher geschaffen wurde und aus der Fuggerkapelle von St. Anna stammt.